# Shāh Valeh
Shāh Valeh (persiska: شاهوِلِه, شاه وَلَد, شاه وله, شاه وَلی, Shāhveleh) är en ort i Iran.   Den ligger i provinsen Lorestan, i den centrala delen av landet, 300 km sydväst om huvudstaden Teheran. Shāh Valeh ligger 1 983 meter över havet och antalet invånare är 128.
Terrängen runt Shāh Valeh är varierad. Runt Shāh Valeh är det ganska glesbefolkat, med 48 invånare per kvadratkilometer. Närmaste större samhälle är Aznā, 13,4 km söder om Shāh Valeh. Trakten runt Shāh Valeh består i huvudsak av gräsmarker.